# Patrick Küng
Pour les articles homonymes, voir Küng.
Patrick Küng, ou Patrick Kueng, né le 11 janvier 1984 à Mühlehorn, est un skieur alpin suisse spécialiste des épreuves de vitesse. Champion du monde de descente en 2015, il compte également cinq podiums dont deux victoires en Coupe du monde.

## Biographie
Patrick Küng naît le 11 janvier 1984 à Mühlehorn, dans le canton de Glaris. Il commence les courses FIS en décembre 1999 et intègre l'équipe junior de la fédération suisse en 2001. Il remporte pour la première fois une course internationale lors du slalom du Festival olympique de la jeunesse européenne 2001. Il participe à sa première course de Coupe d'Europe en février 2002 mais il n'est régulièrement en départ qu'à partir de la saison 2004-2005. Son meilleur résultat lors des championnats du monde juniors de 2004 à Maribor est une quatrième place en slalom géant. Six semaines plus tard, il est troisième du combiné des championnats suisses. Il termine pour la première fois dans le top 10 en Coupe d'Europe le 24 novembre 2004 lors du slalom de Landgraaf. Il ensuite sixième du super-combiné de Veysonnaz le 2 février 2006.
En mars 2006, il se blesse grièvement la jambe lors d'un entraînement de slalom géant et il ne peut participer à aucune course pendant toute la saison 2006-2007. Il est deux fois dans le top 10 en Coupe d'Europe pendant la saison 2007-2008. Il gagne pour la première fois une épreuve de Coupe d'Europe le 17 décembre 2008 lors de la descente du Patscherkofel. Un mois plus tard, il remporte les deux descentes des Orres. Ces victoires lui permettent d'intégrer l'équipe suisse A dès la saison suivante.
Il participe à sa première épreuve de Coupe du mode le 16 janvier 2009 lors du super-combiné de Wengen, où il obtient ses premiers points avec une 19e place. Après trois courses au-delà du top 30, il est 22e lors de la deuxième descente de Kvitfjell et il devient vice-champion suisse de descente peu après. Au début de la saison 2009-2010 de Coupe d'Europe, il est premier et deuxième lors des deux super G de Reiteralm. Il est troisième au classement de cette discipline à la fin de la saison. Le 10 mars 2010, après deux onzièmes places en tant que meilleurs résultats de la saison, il monte pour la première fois sur le podium en Coupe du monde avec un troisième rang à égalité avec le Canadien Erik Guay, lors de la descente de Garmisch-Partenkirchen. Il devient champion suisse de descente neuf jours plus tard.
Pendant la saison 2010-2011, Küng termine sept fois dans le top 10 (cinq descentes et deux super G). Son meilleur résultat est une quatrième place lors de la descente de Bormio le 29 décembre 2010. Il tombe dans le super G de Saalbach-Hinterglemm une semaine plus tard et manque les courses de Wengen. Il ne peut pas participer aux qualifications internes à cause d'une maladie et ne prend donc pas le départ aux championnats du monde 2011. Küng termine trois fois dans le top 10 pendant la saison 2010-2011. Il est notamment deuxième de la descente de Bormio, ce qui constitue son deuxième podium et son meilleur résultat en coupe du monde jusque-là. Sa saison s'arrête fin février à cause d'une chute dans le super GD de Crans-Montana qui provoque une rupture du ligament croisé du genou gauche.
Le meilleur résultat de Küng pendant la saison 2012-2013 de Coupe du monde est un dixième rang. Aux championnats du monde 2013, lors de sa première participation, il est septième de la descente et dix-huitième du super G. Le 7 décembre 2013, après deux cinquièmes places au début de la saison, Küng remporte sa première course de Coupe du monde lors du super G de Beaver Creek. Le 18 janvier 2014, il gagne la descente du Lauberhorn, à Wengen, raccourcie à cause des forts vents. Lors de sa première participation aux Jeux olympiques à Sotchi en Russie, Küng, gêné par des problèmes intestinaux, termine quinzième de la descente et douzième du super G. Il monte sur le podium en Coupe du monde pour la cinquième fois de sa carrière et pour la troisième fois de la saison le 2 mars 2014, avec une deuxième place lors du super G de Kvitfjell. Lors des championnats du monde 2015, il est seizième du super G puis remporte la médaille d'or de la descente.
Après plusieurs saisons plombées par des inflammations chroniques au genou gauche, et malgré une quatrième place lors de la descente des Championnats du monde 2017, Patrick Küng met un terme à sa carrière avec effet immédiat le 23 janvier 2019, juste avant les courses de Kitzbühel.

## Palmarès

### Jeux olympiques
| Édition / Épreuve | Descente | Super G |
| ----------------- | -------- | ------- |
| JO 2014 Sotchi    | 15e      | 12e     |

### Championnats du monde
| Édition / Épreuve                 | Descente | Super G |
| --------------------------------- | -------- | ------- |
| Mondiaux 2013 Schladming          | 17e      | 18e     |
| Mondiaux 2015 Vail / Beaver Creek | Or       | 16e     |
| Mondiaux 2017 Saint-Moritz        | 4e       | 22e     |

### Coupe du monde
- Meilleur classement général : 10e en 2014.
- 5 podiums dont deux victoires[13].

| Saison/Classement | Général | Général | Descente | Descente | Super G | Super G | Combiné | Combiné |
| Saison/Classement | Class.  | Points  | Class.   | Points   | Class.  | Points  | Class.  | Points  |
| ----------------- | ------- | ------- | -------- | -------- | ------- | ------- | ------- | ------- |
| 2008-2009         | 113e    | 21      | 47e      | 9        | -       | -       | 36e     | 12      |
| 2009-2010         | 40e     | 196     | 16e      | 150      | 29e     | 35      | 41e     | 11      |
| 2010-2011         | 33e     | 262     | 11e      | 210      | 24e     | 52      | -       | -       |
| 2011-2012         | 44e     | 213     | 20e      | 171      | 33e     | 42      | -       | -       |
| 2012-2013         | 56e     | 131     | 27e      | 88       | 24e     | 43      | -       | -       |
| 2013-2014         | 10e     | 562     | 5e       | 307      | 3e      | 255     | -       | -       |
| 2014-2015         | 21e     | 384     | 8e       | 280      | 18e     | 104     | -       | -       |
| 2015-2016         | 101e    | 56      | 33e      | 44       | 48e     | 12      | -       | -       |
| 2016-2017         | 56e     | 126     | 20e      | 114      | 42e     | 12      | -       | -       |
| 2017-2018         | 87e     | 51      | 27e      | 51       | -       | -       | -       | -       |
| 2018-2019         | 116e    | 23      | 40e      | 23       | -       | -       | -       | -       |

| Saison / Épreuve | Descente | Super-G      | Total |
| ---------------- | -------- | ------------ | ----- |
| 2013-2014        | Wengen   | Beaver Creek | 2     |
| Total            | 1        | 1            | 2     |

### Championnats du monde junior
| Édition / Épreuve     | Descente | Super G | Slalom géant | Slalom  |
| --------------------- | -------- | ------- | ------------ | ------- |
| Mondiaux 2004 Maribor | 19e      | 6e      | 4e           | Abandon |

### Coupe d'Europe
- Vainqueur du classement de la descente en 2009.
- 4 victoires (3 en descente et 1 en super G).

### Championnats de Suisse
- Champion de la descente en 2010.